# Narbona
Narbona (fr. Narbonne, wymowaⓘ; oksyt. Narbona, łac. Narbo) – miejscowość i gmina we Francji, w regionie Oksytania, w departamencie Aude. Przez gminę przepływa rzeka Aude.
Według danych na rok 1990 gminę zamieszkiwało 45 849 osób, a gęstość zaludnienia wynosiła 265 osób/km² (wśród 1545 gmin Langwedocji-Roussillon Narbona plasuje się na 1. pozycji pod względem powierzchni, a na 5. miejscu pod względem liczby ludności).

## Położenie

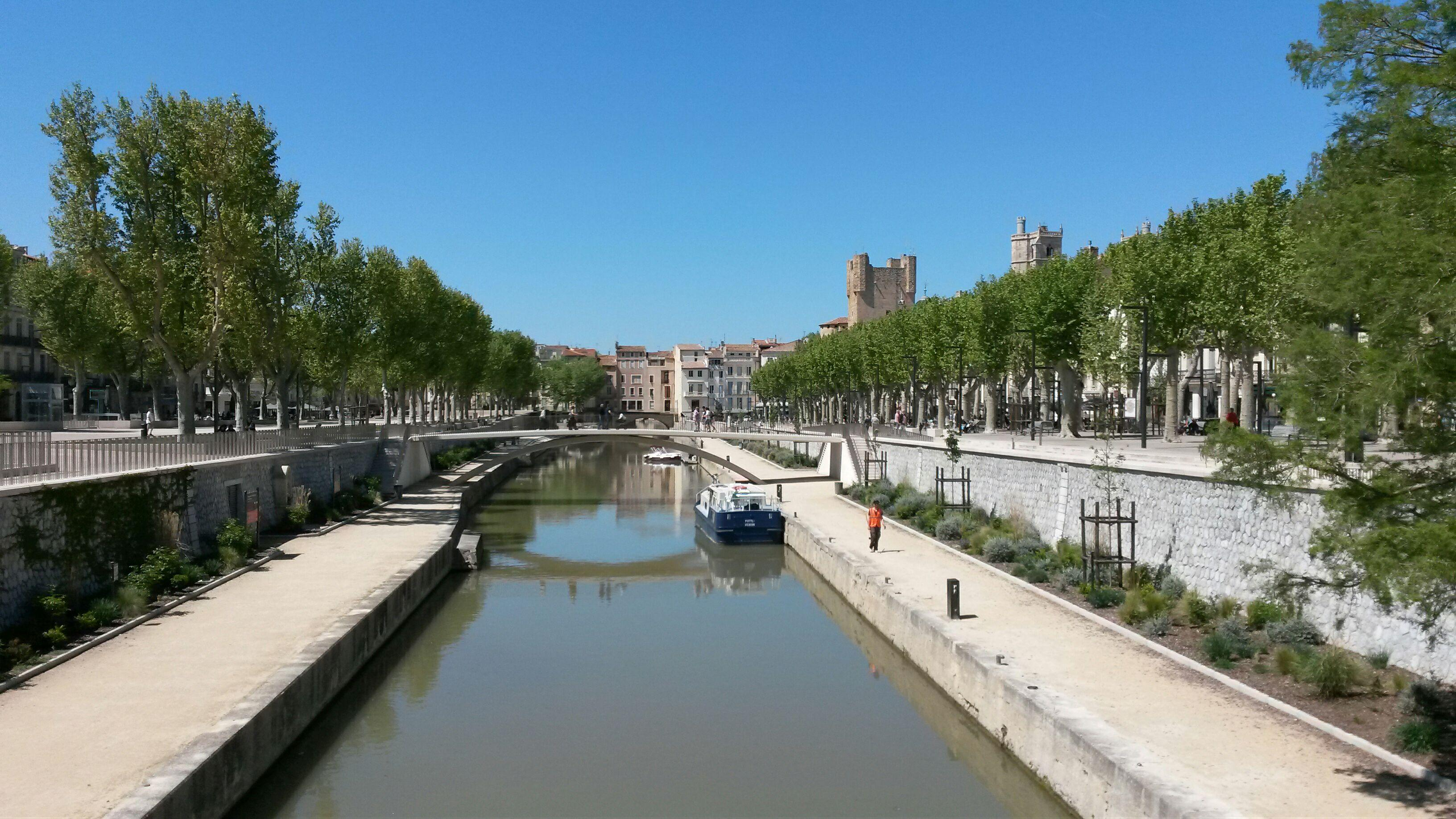
Canal de la Robine w Narbonie

Narbona administracyjnie położona jest w południowej Francji, w regionie Oksytania, we wschodniej części departamentu Aude. Na zachód od miasta znajdują się wzniesienia Massif de la Clape, na południowy zachód masyw Corbières, a na południe usytuowane jest jezioro przybrzeżne Étang de Bages-Sigean. Na północ od Narbony przepływa rzeka Aude, a przez samo miasto przeprowadzony jest Canal de la Robine. We wschodniej części gminy, nad Morzem Śródziemnym położona jest miejscowość nadmorska Narbonne-Plage. Wschodnia część gminy znajduje się na terenie Parku Regionalnego Narbonnaise en Méditerranée. Miasto położone jest w odległości 30 km od Béziers, 60 km od Carcassonne, 65 km od Perpignan, 95 km od Montpellier, 150 km od Tuluzy, 250 km od Barcelony i 770 km od Paryża.

## Charakterystyka
Narbona jest ośrodkiem handlowym regionu uprawy winorośli, a także przemysłu spożywczego (przede wszystkim winiarstwo i olejarstwo). Miasto jest ważnym węzłem kolejowym i drogowym (Autostrada A9 do Montpellier i Barcelony oraz Autostrada A61 do Tuluzy). Jest ważnym ośrodkiem turystycznym.

## Historia
W starożytności miasto było ośrodkiem Wolków. W 121 roku p.n.e. zostało opanowane przez Rzymian, którzy trzy lata później utworzyli tutaj swoją kolonię Narbo Martius. Było w tym czasie stolicą prowincji Gallia Narbonensis. W 462 roku miasto zostało zdobyte przez Wizygotów. Około 720 roku zostało zajęte przez Arabów, a w 759 roku przeszło we władanie Pepina Krótkiego, króla Franków. Na początku średniowiecza Narbona była posiadłością hrabiów Tuluzy. Miasto było ówcześnie ważnym ośrodkiem handlu (duże znaczenie portu) i rzemiosła. W 1229 roku Narbona przeszła w bezpośrednie władanie królów Francji. Od XIV wieku nastąpił powolny spadek znaczenia miasta, głównie z powodu zamulenia portu.
24 października 1870 roku w opactwie cystersów Fontfroide w Narbonie zmarł ks. Antoni Maria Claret, święty Kościoła katolickiego, założyciel zgromadzenie klaretynów. 

## Klimat
Średnia dzienna temperatura najwyższa jest w lipcu (23,8 °C), natomiast najniższa w styczniu (8,4 °C). Liczba dni z opadami podobna jest przez cały rok i waha się od 2 do 6 dni w ciągu miesiąca.
| Miesiąc                                                                                      | Sty  | Lut  | Mar  | Kwi  | Maj  | Cze  | Lip  | Sie  | Wrz  | Paź  | Lis  | Gru  |    |
| -------------------------------------------------------------------------------------------- | ---- | ---- | ---- | ---- | ---- | ---- | ---- | ---- | ---- | ---- | ---- | ---- | -- |
| Średnie temperatury w dzień [°C]                                                             | 12.3 | 13.4 | 15.7 | 17.6 | 21.3 | 25.3 | 28.8 | 28.4 | 25.1 | 20.4 | 15.6 | 13.2 |    |
| Średnie dobowe temperatury [°C]                                                              | 8.4  | 9.2  | 11.3 | 13.2 | 16.8 | 20.7 | 23.8 | 23.6 | 20.4 | 16.2 | 11.6 | 9.2  |    |
| Średnie temperatury w nocy [°C]                                                              | 4.4  | 5.1  | 7.0  | 8.9  | 12.4 | 16.1 | 18.8 | 18.8 | 15.6 | 11.9 | 7.6  | 5.3  |    |
| Średnia liczba dni z opadami                                                                 | 5    | 4    | 4    | 6    | 5    | 4    | 2    | 3    | 4    | 4    | 4    | 5    | 50 |
| Źródło: Norwegian Meteorological Institute and Norwegian Broadcasting Corporation 2016-06-07 |      |      |      |      |      |      |      |      |      |      |      |      |    |

## Flora i fauna

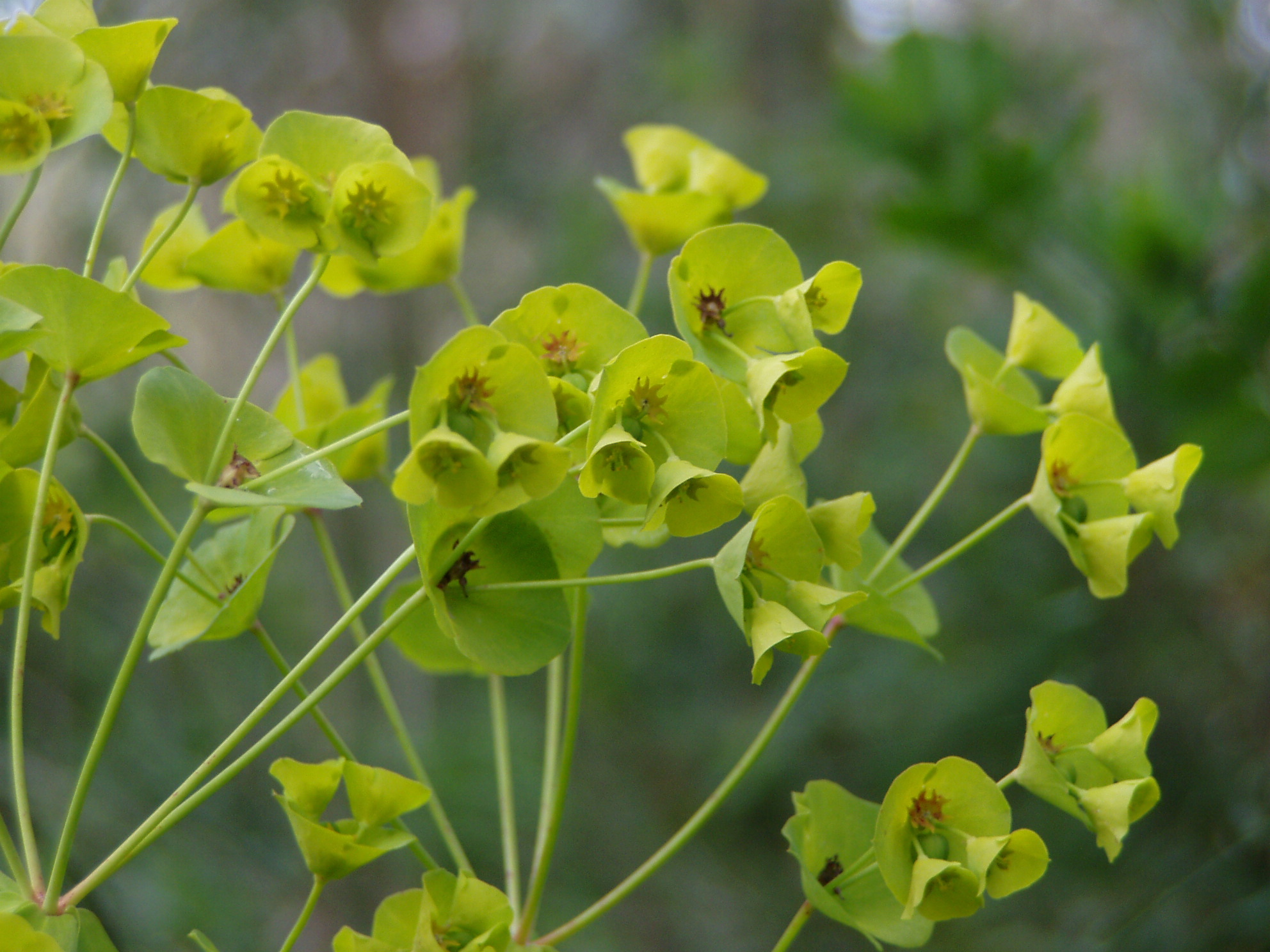
wilczomlecz ogrodowy (Euphorbia peplus)

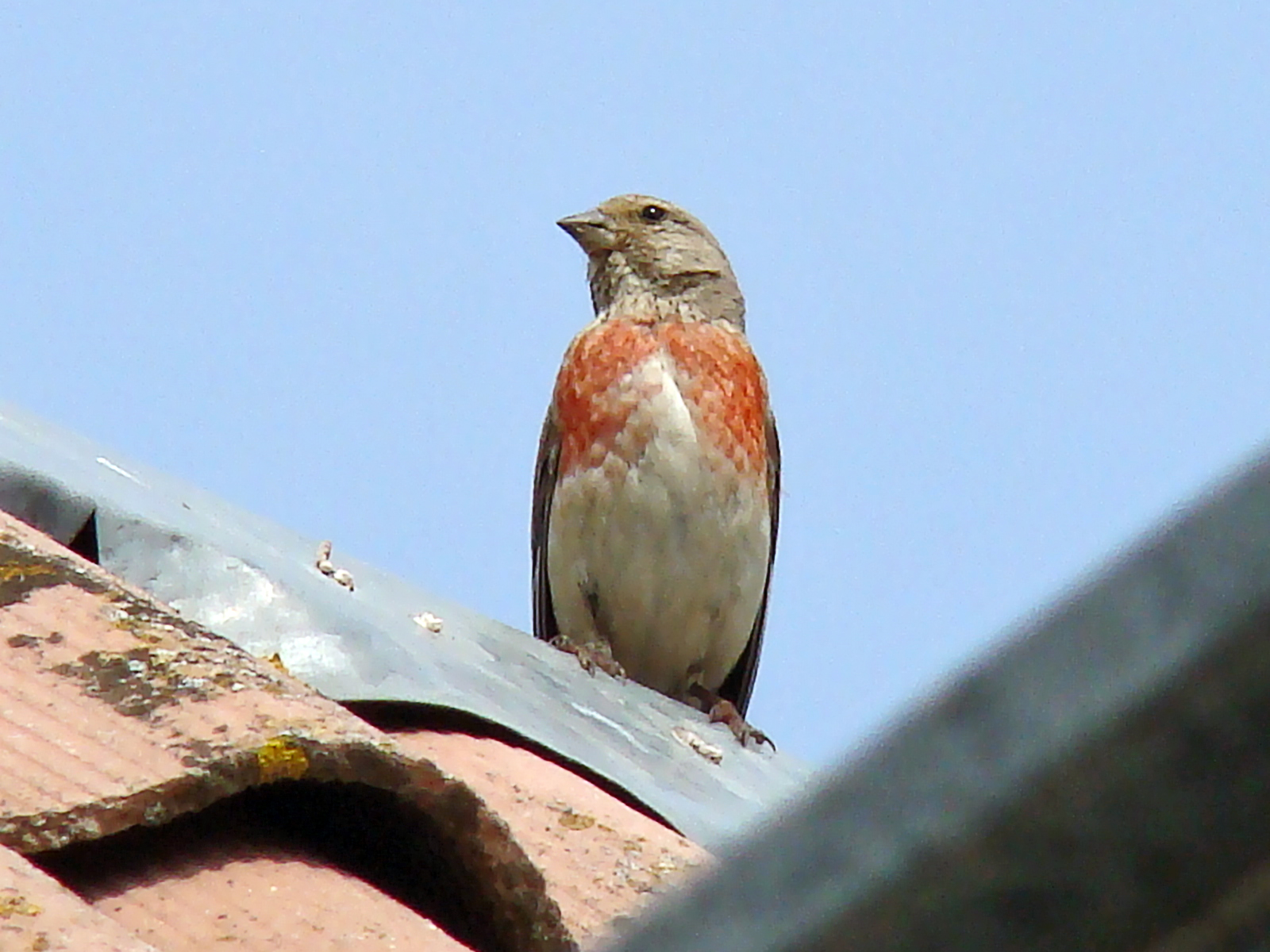
makolągwa zwyczajna (Linaria cannabina)

Na terenie gminy zarejestrowano 486 taksonów (nie rozróżniano na gatunek, podgatunek czy odmianę) zwierząt oraz 1148 taksonów roślin. Wśród tych przedstawicieli flory i fauny zaobserwowano 65 gatunków wpisanych do francuskiej czerwonej księgi gatunków zagrożonych. 2 gatunki mają status gatunków krytycznie zagrożonych – są to węgorz europejski (Anguilla anguilla) oraz roślina Silene muscipula. Status gatunku zagrożonego ma 7 gatunków roślin – Alkanna lutea, Astragalus alopecuroides, Bifora testiculata, nadwodnik trójpręcikowy (Elatine triandra), Hypecoum imberbe, Juncus fontanesii i oleander pospolity (Nerium oleander) – oraz 9 gatunków ptaków – bocian czarny (Ciconia nigra), gołąb skalny (Columba livia), ortolan (Emberiza hortulana), bekas kszyk (Gallinago gallinago), białorzytka rdzawa (Oenanthe hispanica), flaming karmazynowy (Phoenicopterus ruber), modrzyk zwyczajny (Porphyrio porphyrio), remiz zwyczajny (Remiz pendulinus) i pokrzewka okularowa (Curruca conspicillata). Z kolei z kategorii gatunków narażonych rozpoznano 23 gatunki roślin – Astragalus glaux, Atractylis humilis, Centaurea corymbosa, Cirsium echinatum, Corispermum gallicum, wilczomlecz ogrodowy (Euphorbia peplus), Heliotropium supinum, Hypecoum pendulum, Limoniastrum monopetalum, Limonium companyonis, Linaria micrantha, Loeflingia hispanica, Medicago ciliaris, Ophrys bombyliflora, Ophrys speculum, Plantago cornutii, Pulicaria sicula, Roemeria hybrida, Schismus barbatus, Scolymus grandiflorus, Scorzonera parviflora, Teucrium brachyandrum i Viola arborescens – oraz 20 gatunków zwierząt – ryby parposz (Alosa fallax) i szczupak pospolity (Esox lucius), motyl skalnik bryzeida (Chazara briseis), gady żółw hiszpański (Mauremys leprosa) i jaszczurka perłowa (Timon lepidus), ptaki trzciniak zwyczajny (Acrocephalus arundinaceus), świergotek łąkowy (Anthus pratensis), orzeł przedni (Aquila chrysaetos), bąk zwyczajny (Botaurus stellaris), makolągwa zwyczajna (Linaria cannabina), błotniak stawowy (Circus aeruginosus), błotniak łąkowy (Circus pygargus), dzierlatka iberyjska (Galerida theklae), kania ruda (Milvus milvus), muchołówka szara (Muscicapa striata), kulik wielki (Numenius arquata), rybołów (Pandion haliaetus) i pokląskwa (Saxicola rubetra), a także ssaki podkasaniec zwyczajny (Miniopterus schreibersii) i delfinek pręgoboki (Stenella coeruleoalba).

## Zabytki

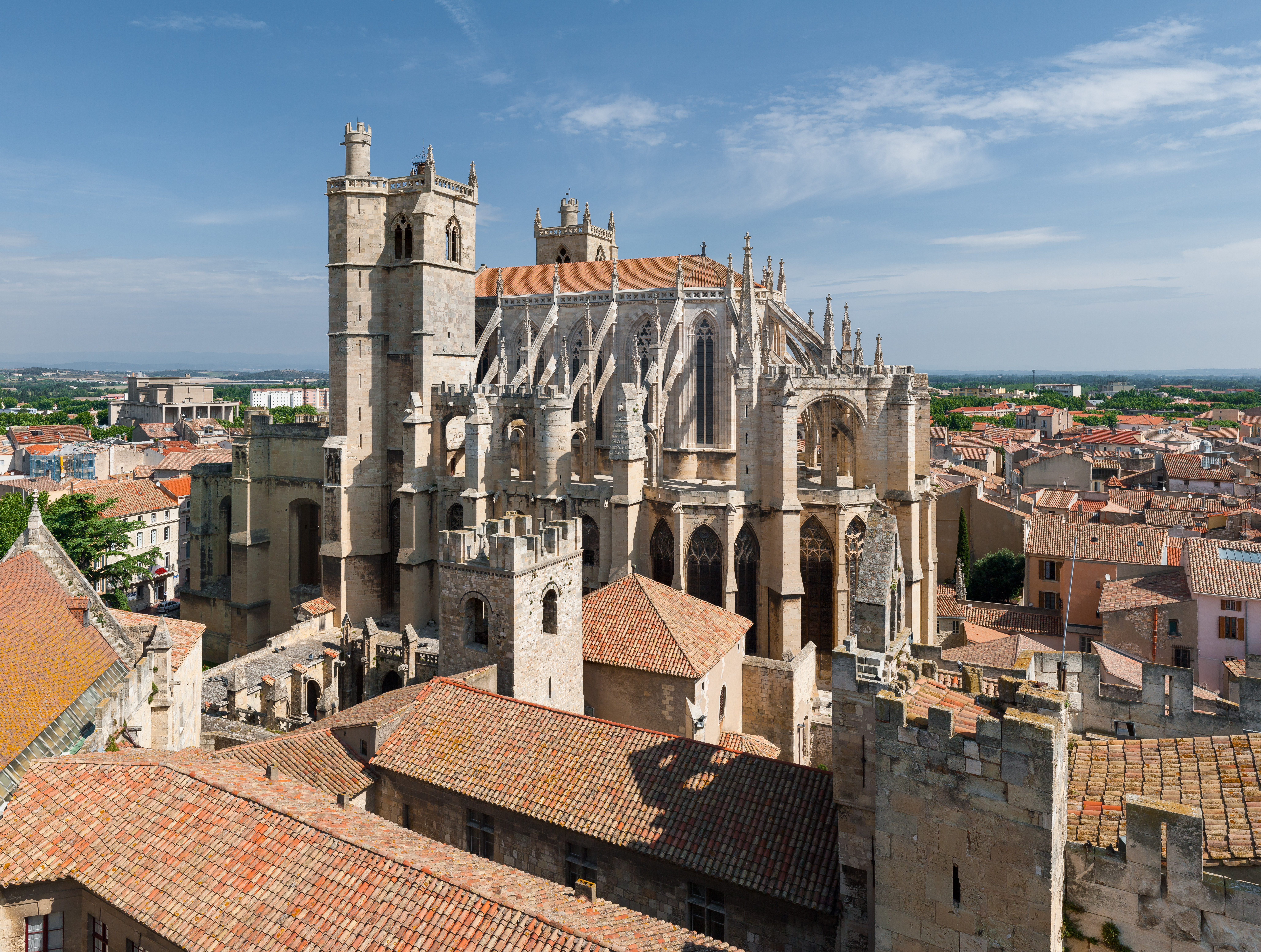
katedra Saint-Just-et-Saint-Pasteur

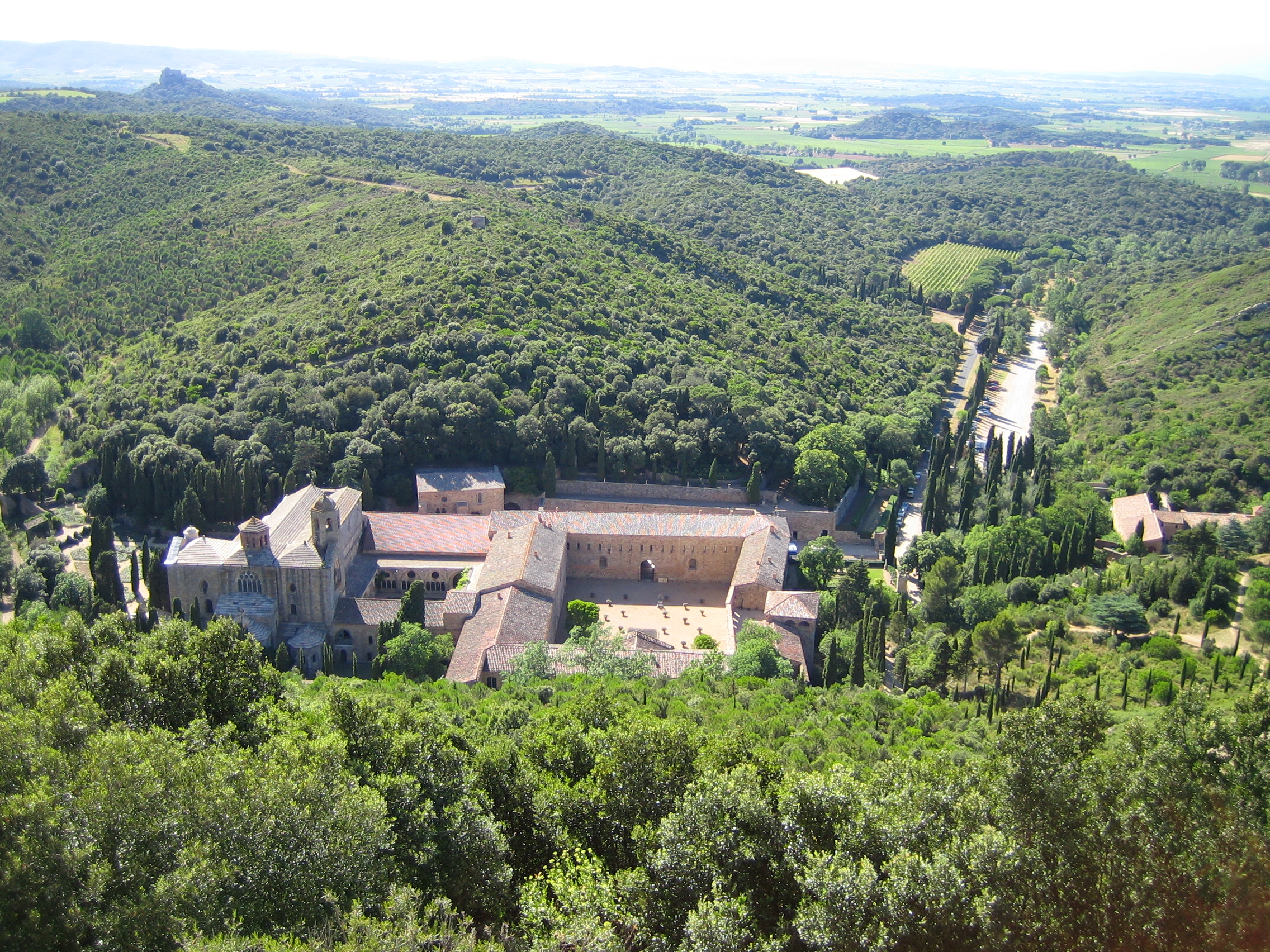
opactwo Sainte-Marie de Fontfroide

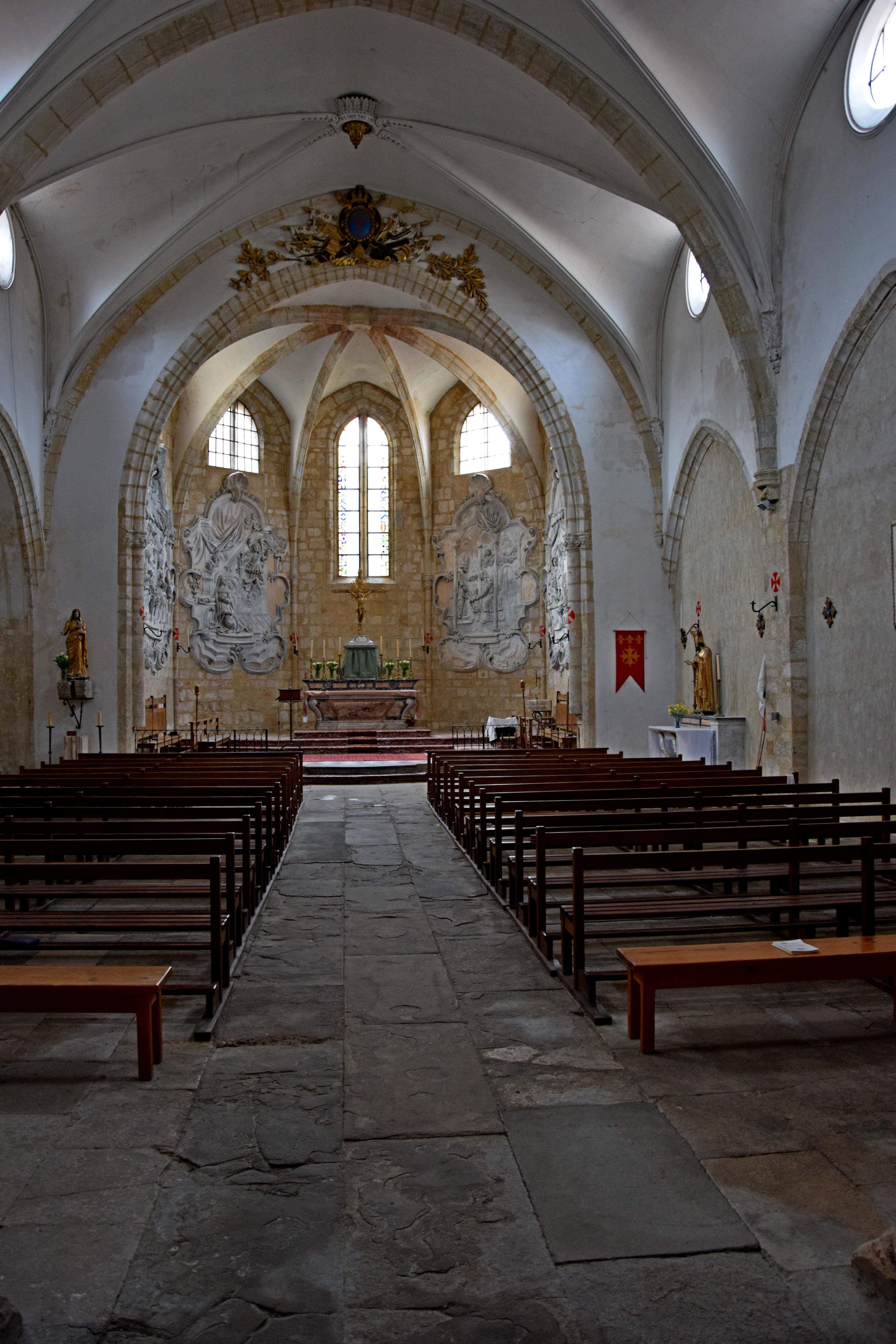
kaplica Pénitents blancs

Zabytki w miejscowości posiadające status monument historique:
| - opactwo Sainte-Marie de Fontfroide (Abbaye Sainte-Marie de Fontfroide) - amfiteatr gallo-romański (Amphithéâtre gallo-romain) - katedra Saint-Just-et-Saint-Pasteur (Cathédrale Saint-Just-et-Saint-Pasteur) - kaplica św. Magdaleny (Chapelle de la Madeleine) - kaplica Pénitents blancs (Chapelle des Pénitents blancs) - kaplica Pénitents bleus (Chapelle des Pénitents bleus) - Cmentarz Saint-Loup (Cimetière de Saint-Loup) - gimnazjum Beauséjour (Collège Beauséjour) - gimnazjum dla dziewcząt (Collège de jeunes filles) - klasztor karmelitów (Couvent des Carmélites) - klasztor braci Ducha Świętego (Couvent des Frères du Saint-Esprit) - kościół Carmes de Narbonne (Église des Carmes de Narbonne) - kościół i klasztor Cordeliers (Église et couvent des Cordeliers) - kościół jakobinów (Église des Jacobins) - kościół de la Major (Église de la Major) - kościół Notre-Dame des Olieux (Église Notre-Dame des Olieux) - kościół Saint-Paul (Église Saint-Paul) - kościół Saint-Sébastien (Église Saint-Sébastien) - Port La Nautique - szpital – kaplica (Hôpital – Chapelle) - Hôpital de la Charité - Horreum - Hôtel de l’Archidiacre - Hôtel Benavent - Hôtel de la Brigade - budynek przy 9, rue Kléber - budynek przy 3, rue de Lamourguier - dom przy 6, rue Armand-Gauthier - dom przy 1, rue Auber - dom przy 6, rue Cassaignol - dom przy 7, rue Charras | - dom przy 12, rue Charles Cros - dom przy 9 i 11, rue Hoche - dom przy 16, rue Hoche - dom przy 4, place Jules-Nadi - dom przy 11, rue Louis-Blanc - dom przy 18, rue Louis-Blanc - dom przy 8, rue du Luxembourg - dom przy 7, rue Marceau - dom przy 16, avenue du Maréchal-Foch - Maison des Inquants - dom przy 16, rue Rouget-de-Lisle - dom przy 17, rue Rouget-de-Lisle - dom przy 8, rue Viollet-le-Duc - Maison de l’Aumône - Maison Consulaire - Maison de la Mothe - dom romański z Narbony (Maison romane de Narbonne) przy 75, rue Droite - dom romański (Maison romane) przy 20, rue Marceau - dom trzech pielęgniarek (Maison des Trois Nourrices) - pomnik pamięci Ernesta Ferroula (Monument commémoratif d’Ernest Ferroul) - Notre-Dame de Lamourguier - Oppidum de Montlaurès - pałac arcybiskupi (Palais des archevêques) - pałac sportu, sztuki i pracy (Palais des Sports, des Arts et du Travail) - studnia (Puits) przy 1, quai Dillon - studnia (Puits) przy 21, rue Rabelais - mury (remparts) - podprefektura (Sous-préfecture) - wieżyczka narożna (Tourelle d’angle) - wykopaliska archeologiczne Clos de la Lombarde (Vestiges archéologiques du Clos de la Lombarde) - wykopaliska gallo-romańskie (Vestiges gallo-romains) - wykopaliska starożytnego stanu lac des Capelles (Vestiges du vivier antique du lac des Capelles) |

## Miasta partnerskie
- Aosta